# 2012 TC4
2012 TC4 ist ein erdnaher Asteroid vom Apollo-Typ, der am 4. Oktober 2012 vom Großteleskop-System Pan-STARRS entdeckt wurde.
2012 TC4 bewegt sich in einem Abstand von 0,934 (Perihel) bis 1,878 (Aphel) astronomischen Einheiten in 607 Tagen um die Sonne. Die Bahn ist nur 0,9° gegen die Ekliptik geneigt, ihre Exzentrizität ist mit 0,34 relativ groß.
Die ursprüngliche auf noch wenigen Beobachtungen basierende Einstufung als potentiell gefährlicher Asteroid (englisch potentially hazardous asteroid, PHA) wurde im Laufe weiterer Beobachtungen wieder aufgehoben.
Über den Asteroiden selbst ist, von den Eigenschaften seiner Bahn und Rotation abgesehen, wenig bekannt. Es ist aber davon auszugehen, dass er ein Monolith und kein Rubble Pile ist.

## Liste der Annäherungen

### Liste der Annäherungen an die Erde
| Zeit (UT)               | Unsicherheit Zeit | Entfernung (km) | Unsicherheit (km) | Relativgeschwindigkeit (km/s) |
| ----------------------- | ----------------- | --------------- | ----------------- | ----------------------------- |
| 11. März 1987 18:40     | ± 53 Std.         | 48808468.000    | 1054757.000       | 4,7383                        |
| 13. Oktober 1996 02:03  | ± 4 min           | 753163.000      | 7069.000          | 6,4448                        |
| 3. März 1997 06:05      | ± 18 min          | 46927831.000    | 5385.000          | 4,1904                        |
| 2. August 2009 09:30    | ± 2 min           | 68968901.000    | 516.000           | 7,0395                        |
| 12. Februar 2010 02:34  | ± < 1 min         | 40182970.000    | 1253.000          | 14,6402                       |
| 12. Oktober 2012 05:30  | ± < 1 min         | 94965.000       | 0,324             | 7,1227                        |
| 12. Oktober 2017 05:42  | ± < 1 min         | 50151,793       | 0,394             | 7,6470                        |
| 28. August 2019 15:58   | ± 5 min           | 68910500.000    | 816.000           | 2,8074                        |
| 29. Dezember 2019 09:42 | ± < 1 min         | 34467321.000    | 1063.000          | 13,8174                       |
| 5. September 2048 15:34 | ± 2 min           | 51740568.000    | 14557.000         | 17,2265                       |

Stand: 25. Oktober 2017

### Liste der Annäherungen an den Mond
| Zeit (UT)              | Unsicherheit Zeit | Entfernung (km) | Unsicherheit (km) | Relativgeschwindigkeit (km/s) |
| ---------------------- | ----------------- | --------------- | ----------------- | ----------------------------- |
| 11. Oktober 1986 10:25 | ± < 10 Std.       | 1324129         | 1438085.000       | 7,6929                        |
| 13. Oktober 1996 17:39 | ± < 4 min         | 529709          | 6371.000          | 7,1435                        |
| 12. Oktober 2012 21:45 | ± < 1 min         | 113886          | 0,670             | 6,7732                        |
| 12. Oktober 2017 19:19 | ± < 1 min         | 277697          | 0,992             | 6,1012                        |
| 19. Oktober 2050 01:31 | ± < 13 min        | 1402487         | 7919.000          | 7,1462                        |

Stand: 25. Oktober 2017
(Fette Linie markiert Entdeckungszeit.)

## Vorbeiflug 2017
Durch die Veröffentlichung einer Vorausberechnung im August 2017, dass der Asteroid relativ nahe an der Erde vorbeifliegen würde, erhielt dieser eine gewisse mediale Aufmerksamkeit.

### Animation einer Vorausberechnung
Die folgende berechnete Animation vom 11. September 2017 zeigt, wie 2012 TC4 (grün) beim Vorbeiflug an der Erde (Tagseite: blau) von dieser abgelenkt wird. Zur Veranschaulichung der Abstände sind in dieser Animation außerdem ein geosynchroner Satellit (pink) und der Mond (grau) eingezeichnet. Die grüne Linie der Bahn des Asteroiden wird dunkler in dem Bereich, in dem diese unter (= südlich) die Ekliptik eintaucht.

### Letzte Prognosen vor dem Vorbeiflug
Eine Prognose des Goldstone-Teams der NASA vom 11. Oktober 2017 besagte: Der Vorbeiflug an der Erde am 12. Oktober 2017 könnte zu einer Änderung der Rotation des Asteroiden führen. Es bestehe außerdem eine kleine Wahrscheinlichkeit, dass sich die Oberfläche oder sogar die Form des Asteroiden verändere, falls es sich um einen losen Steinhaufen („rubble pile“) handele. Beim Vorbeiflug wird die Erdanziehung die Bahn von 2012-TC4 verbiegen, sodass sich eine neue Umlaufbahn ergibt: Die große Halbachse wird zu- und die Exzentrizität abnehmen. Die Inklination und die Umlaufzeit nehmen zu. Da das genaue Ausmaß und die genaue Richtung des Ablenkens auch am 11. Oktober 2017 – dem Zeitpunkt der bis dato letzten Berechnung durch JPL – wegen der Unsicherheit der Bahnvorhersage nur mit beschränkter Genauigkeit vorhergesagt werden konnte, wird die Bahnvermessung nach dem Durchgang vom Oktober mit hoher Wahrscheinlichkeit auch wieder deutlich andere Werte für die zukünftigen Annäherungen ergeben.

### Vorbeiflug am 12. Oktober 2017
Am 12. Oktober 2017 flog der Asteroid wie prognostiziert gegen 06:00 Uhr UT an der Erde vorbei, wobei seine Geschwindigkeit 7,647 km/s und sein Abstand zum Erdmittelpunkt (50.151,793 ± 0,394) km betrugen. Sein Abstand zur Erdoberfläche war somit etwas mehr als 44.000 km oder etwa 3,5 Erddurchmesser.